# Campionati del Golfo maschili di cricket T20 2023
I Campionati del Golfo maschili di cricket T20 2023 si sono svolti dal 15 al 23 settembre a Doha, in Qatar: al torneo hanno partecipato sei squadre.

## Regolamento

### Formula
La formula ha previsto:
- Fase a gironi, disputata con girone all'italiana: la prima e la seconda classificata accedono alla finale.

## Torneo

### Fase a gironi

#### Classifica
| Pos. | Squadra             | Pt | G | V | P | NRR    |
| ---- | ------------------- | -- | - | - | - | ------ |
| 1.   | Emirati Arabi Uniti | 5  | 4 | 1 | 1 | +1.592 |
| 2.   | Oman                | 5  | 6 | 3 | 2 | +1.110 |
| 3.   | Qatar               | 5  | 6 | 3 | 2 | -0.503 |
| 4.   | Bahrein             | 5  | 6 | 3 | 2 | -0.518 |
| 5.   | Kuwait              | 5  | 4 | 2 | 3 | -0.391 |
| 6.   | Arabia Saudita      | 5  | 0 | 0 | 5 | -1.292 |

      Qualificata in finale

### Finale
| 23 settembre 2023 West End Park International Cricket Stadium , Doha | Emirati Arabi Uniti | 163/5 - 164/5 | Oman | Oman vince di 5 wickets |